# История на Австралия
История на Австралия е термин, който се отнася до историята на областта и народа на днешния Австралийския съюз и предходните местни и колониални общества, населявали едноименния континент.
За аборигените, населяващи Австралия, се смята, че са пристигнали за първи път на континента с лодки от Индонезийския архипелаг, преди 40 – 60 хил. години. Те създават едни от най-дълго съществуващите художествени, музикални и духовни традиции, известни на Земята.
Първата безспорна експедиция на европейци до Австралия е на холандския навигатор Вилем Янсзон през 1606 г. Експедициите на европейските изследователи следват периодично, и през 1770 г. Джеймс Кук картографира източното крайбрежие на Австралия за Великобритания, като се завръща с описания и разкази, благоприятстващи бъдещата колонизация в Ботани Бей (сега в Сидни), Нов Южен Уелс. Първият флот на британските кораби пристига в Сидни през януари 1788 г. за да основе наказателна колония (каторга). По-късно през 19 век, на континента са създадени други колонии от Великобритания, и европейските изследователи навлизат дълбоко във вътрешността на континента. Донесените болести от европейците и конфликтите с британските колонисти значително намаляват местното население, през целия период на колонизацията.
Златната треска в Австралия и бурното развитие на селското стопанство спомагат за установяването в средата на 19 век на автономна парламентарна демокрация в шестте британски колонии. През 1901 г. колониите гласуват с референдум за обединение във федерация, което е появата на съвременната държава Австралия. Федерацията воюва на страната на Великобритания по време на двете световни войни и е дългогодишен съюзник на САЩ, когато е застрашена от Япония по време на Втората световна война.
Търговията с Азия се увеличава и след войната страната развива мултикултурна имиграционна програма, като пристигат повече от 6,5 милиона имигранти от всички континенти. Населението се увеличава близо три пъти през последните шест десетилетия, до около 21 милиона души през 2010 г. – с хора, произхождащи от близо 200 страни, които поддържат 14-а по големина икономика в света. 

## Аборигените преди контактите с европейците
За предците на коренното австралийско население се смята, че са пристигнали в Австралия в периода преди 40 до 60 хил. години, но има вероятност това да е станало още преди 70 хил. години.  Те развиват общества на ловци-събирачи, използват технологии от каменната епоха и установяват трайни религиозни и артистични традиции. По време на първия контакт с европейците, за населението се смята, че е най-малко 350 000,докато последните археологически находки показват, че устойчивият брой на населението по това време би могъл да е 750 000 души. Хората най-вероятно са пристигнали по море, по време на ледниковия период, когато Нова Гвинея и Тасмания са съединени с континента. Разстоянието до Австралия все пак е изисквало и пътуване по море, което прави тези хора едни от първите мореплаватели в света.
Най-голяма гъстота местното население достига в южните и източните райони на Австралия, и най-вече в долината на река Мъри. Аборигените живеят и използват ресурсите на континента, като на определени периоди прекратяват лова и събирачеството, за да се даде възможност на животинските популации и ресурсите да се възстановяват. Аборигените са сред най-старите, най-постоянните и най-изолираните общества на Земята, до появата на първите европейци. Пристигането на първите хора в Австралия въпреки това се отразява значително, и може би, заедно с промените в климата, допринася най-много за изчезването на австралийската мегафауна. Внасянето на кучето динго от аборигените преди около 3000 – 4000 години, заедно с лова, може да е допринесло за изчезването на видове като тасманийския вълк, тасманийския дявол и тасманийската кокошка от континенталната част на Австралия.
Най-ранните човешки останки открити до момента, са тези, намерени в езерото Мънго, сухо езеро в югозападната част на Нов Южен Уелс. Останките, открити в Мънго, разкриват една от най-старите кремации в света, което е ранно доказателство за религиозни ритуали сред хората на континента. Според митологията на аборигените и анимистичните представи на потомците на тези ранни австралийци, Сънуването е свещената епоха, през която е извършено Сътворението на света. По време на Сънуването са създадени законите и структурите на обществото, както и церемониите, провеждани с цел осигуряване на връзката между живота и земята. Това е религиозно схващане, каоето е било и продължава да бъде важна черта на австралийското аборигенско изкуство.
За аборигенското изкуство се смята, че е най-старата традиция на изкуството в света. Доказателствата за това могат да бъдат проследени най-малко 30 000 години назад и могат да бъдат открити в цяла Австралия (най-вече в Улуру и Националния парк „Какаду“ в Северната територия). По отношение на възрастта и изобилието на находките, пещерното изкуство в Австралия е сравнимо с това на пещерите Ласко и Алтамира в Европа.
Въпреки значителната културна приемственост, животът за аборигените не протича без съществени промени. Преди около 10 – 12 000 години, Тасмания е изолирана от сушата на континента, и някои технологии, развити сред аборигените в Австралия, не достигат до тасманийците (например слагането на дръжки на каменните сечива и употребата на бумеранга).
Аборигените от Югоизточна Австралия понасят повече от дузина вулканични изригвания (включително това на планината Гамбие, преди 1400 години).
До 1788 г., в Австралия има около 250 отделни народи, много от които са в съюз помежду си, а всеки народ има по няколко клана – от 5 – 6 до 30 или 40. Всеки народ има свой собствен език, като малко народи говорят общ език, и по този начин съществуват повече от 250 езика, около 200 от които вече са изчезнали.

## Европейски експедиции и колонизация

### Ранни европейски изследователи
Според някои автори, първите европейци са стъпили в Австралия през 16 век. Кенет Макинтайър и други твърдят, че португалците тайно са открили Австралия през 1520-те години. Наличието на земя, носеща името „Jave la Grande“ на картите от Диеп, често се цитира като доказателство към тази теория. Въпреки това, трябва да се има предвид, че тези карти отразяват незавършения вид на географските познания по това време, както фактическите, така и теоретичните – спорно е дали Jave la Grande не е хипотетично понятие, което отразява представите на космографията от 16 век. Въпреки че теориите за посещения от европейци преди началото на 17 век продължават да привличат интерес и са популярни в Австралия и на други места, те обикновено се считат за спорни и без съществени доказателства в тяхна подкрепа.
За първото безспорно стъпване на европеец в Австралия се смята експедицията на холандеца Вилем Янсзон през 1606 г. През същата година, испанеца Луис Ваес де Торес преминава през протока с Папуа-Нова Гвинея, наречен по-късно на негово име, и е възможно да е видял северните брегове на континента. Откритията на Янсзон насърчават други мореплаватели, сред които холандеца Абел Тасман, за по-нататъшно картографиране и изследване на района.
През 1616 г., холандския мореплавател Дирк Хартог се отдалечава твърде далеч при плаването си по открития от Хендерик Брауер маршрут от нос Добра надежда до Батавия (днес Джакарта в Индонезия). Достигайки до западния бряг на континента, той стъпва на сушата на нос Инскрипшън на 25 октомври 1616 г. Хартог е първия европеец, за когото е документирано, че е достигнал бреговете на Западна Австралия.
Макар че Абел Тасман е най-известен с експедицията си от 1642 г., с която той става първият европеец, достигнал островите Земя Ван Димен (по-късно Тасмания), Нова Зеландия, и Фиджи, той също така значително допринася за картографирането на Австралия. С три кораба („Лимен“, „Зеемеув“ и тендера „Брак“), при второто си пътешествие през 1644 г., Тасман следва южния бряг на Нова Гвинея от запад. Той не преминава през Торесовия проток, но продължава своето пътешествие по крайбрежието на Австралия и картографира северния ѝ бряг, изследвайки земята и хората, живеещи там.
До 50-те години на 17 век, в резултат на холандските открития, по-голямата част от австралийския бряг е картографирана достатъчно надеждно според тогавашните навигационни стандарти, и това става достъпно за всички в картата на света, инкрустирана през 1655 г. на пода на Burgerzaal в сградата на новото кметство на Амстердам. Въпреки че са правени многобройни предложения за колонизация, най-вече от Пиер Пюри – от 1717 до 1744 г., официално не е извършен нито един опит – местното австралийско население представлява по-малък интерес и не може да търгува с европейците като народите на Индия, Източните Индии, Китай или Япония. Холандската източноиндийска компания заключава, че „няма какво да се прави там“. Тя изоставя схемата на Пюри за колонизация с коментара, че „в нея няма изгледи за полза или приходи за компанията, а по-скоро сигурни и тежки разходи.“.
С изключение на холандските посещения на запад, Австралия остава до голяма степен неизвестна за европейците до първите британски изследвания. През 1769 г., лейтенант Джеймс Кук, начело на кораба „Индевър“, пътува до Таити, за да наблюдава и води записки за преминаването на Венера пред диска на Слънцето. Кук също така носи секретни инструкции от Адмиралтейството, да намери предполагаемия Южен континент: „Има основания да се смята, че континент или голяма земя, може да се намери южно от пътя на предишните мореплаватели.“. На 19 април 1770 г., екипажът на „Индевър“ забелязва източния бряг на Австралия и десет дни по-късно слиза на сушата в Ботани Бей. Кук картографира източния бряг до голяма степен на север и, заедно с естественика на кораба, Джоузеф Банкс, докладва положително за възможността за основаване на колония в Ботани Бей.
През 1772 г., френска експедиция, водена от Луи дьо Сент Елюар, е първата, която официално предявява претенции за западния бряг на Австралия, но след това не са правени опити за колонизация.
Амбицията на шведския крал Густав III да създаде колония на брега на река Суон през 1786 г. остава неосъществена. Едва през 1788 г., икономическите, технологичните и политическите условия във Великобритания правят възможно и изгодно за страната да положи големи усилия за изпращането на Първи флот до Нов Южен Уелс.

### Планове за колонизация
Седемнадесет години след слизането на Кук на източния бряг на Австралия, британското правителство решава да основе колония в Ботани Бей.
През 1779 г. сър Джоузеф Банкс, изтъкнатият учен, който е придружавал лейтенант Джеймс Кук в експедицията му от 1770 г., препоръчва залива като подходящо място. През юли 1783 г., Банкс приема предложението за помощ от страна на американския привърженик на Короната Джеймс Матра. Матра също е посетил Ботани Бей през 1770 г. като младши офицер на „Индевър“. Под ръководството на Банкс, той написва „Предложение за създаването на селище в Нов Южен Уелс“ (23 август 1783 г.), с голям брой посочени причини за създаването на колония, съставена от американски привърженици на краля, китайци и островитяни от южните морета (но не и каторжници).
Някои от изброените от Матра причини, са: страната е подходяща за насаждения със захар, памук и тютюн; новозеландския дървен материал и коноп или лен могат да бъдат ценни стоки за бъдещите колонисти, островът може да е база за търгуване в Тихия океан и заселването тук може да бъде подходяща компансация за изгонените от САЩ американски привърженици на британската корона. След разговор с държавния секретар, лорд Сидни, през 1784 г., Матра внася поправки в предложението си – за включване на затворници като преселници, считайки, че това ще бъде от полза както за обществената икономика, така и за отделните личности.
Планът на Матра осигурява първоначалния проект за заселване. Според архивите, британското правителство разглежда плана през 1784 г.
Правителството също така включва в плана и основаване на колония на остров Норфолк), с неговите запаси от дървен материал и лен, по предложение на колегите на Банкс от Кралското дружество – сър Джон Кол и сър Джордж Йънг.
В същото време, хуманисти и реформатори във Великобритания провеждат кампания срещу ужасяващите условия в британските затвори и затворнически кораби. През 1777 г., реформаторът Джон Хауърд написва „Състоянието на затворите в Англия и Уелс“, разкривайки жестоките условия на системата на затворите пред „благовъзпитаното общество“. Изпращането на каторга вече е утвърдено като основен елемент на английското наказателно право и до Американската революция около хиляда престъпници годишно са изпращани в Мериленд и Вирджиния.
Това служи като убедителна причина срещу престъпването на закона. Според историка Дейвид Хил, „европейците тогава знаят малко за географията на света“ и „за затворниците в Англия, транспортирането до Ботани Бей е била стряскаща перспектива.“ Австралия „би могла да бъде и друга планета.“.
През 1933 г., сър Ърнест Скот излага традиционната представа за причините за колонизация: „Ясно е, че единственото съображение, което повлиява сериозно на правителството на Пит, е непосредствения натиск за и практичното намиране на подходящо място за колония за осъдените.“. В началото на 1960-те, историкът Джефри Блейни поставя под въпрос традиционния възглед за основаването на колонията единствено като място за стоварване на затворници. Неговата книга „The Tyranny of Distance“ предполага, че гарантирането на доставките на лен и дървен материал след загубата на американските колонии, може също да е било достатъчен мотив, а остров Норфолк е бил от ключово значение за решението на британците. Голям брой историци отговорят на тази теория и дебатът изважда наяве голямо количество допълнителни източници за причините за основаването на колонията.
Решението за основаването на колония е взето, когато изглежда, че избухването на гражданската война в Холандия може да предизвика конфликт, в който Великобритания отново да бъде изправена пред съюза на трите морски сили – Франция, Холандия и Испания, които са я победили през 1783 г. При тези обстоятелства, стратегическите предимства на колония в Нов Южен Уелс, описани в предложението на Джеймс Матра, изглеждат привлекателни. Матра пише, че такава колония би могла да благоприятства атаките над испанците в Южна Америка и Филипините, както и срещу Холандска Източна Индия.
През 1790 г., по време на Инцидента Нутка, са направени планове за военни експедиции срещу испанските владения в Северна и Южна Америка и Филипините, в които Нов Южен Уелс е включен в ролята на база за „попълване с пресни провизии, съобщения и оттегляне“. При последващите случаи в началото на 19 век, когато започва или има опасност да започне война между Великобритания и Испания, тези планове се подновяват, и само кратката продължителност на военните действия в отделните случаи, им попречва да бъдат приведени в действие.
Германският учен и книжовник Георг Форстер, който плава под командването на капитан Джеймс Кук в пътешествието му с Резолюшън, пише през 1786 г. за бъдещите перспективи на английската колония: „Нова Холандия, остров с огромни размери или, ако може да се каже, една трета от континент, е бъдещата родина на ново цивилизовано общество, което, макар и началото му да изглежда бъдещо, има изгледи в рамките на кратко време да придобие първостепенна важност.“  През декември 1789 г., търговецът-авантюрист и кандидат за колонизатор на Югозападна Австралия, Уилям Болтс, казва на шведския посланик в Париж, Ерик фон Щал, че британците са основали в Ботани Бей „селище, което с течение на времето ще придобие голямо значение за световната търговия.“. 

### Основаване на британските колонии
Територията, за която претендират британците, включва цяла Австралия източно от 135-ия меридиан и.ш. и всички острови в Тихия океан между ширините на нос Йорк и южния край на Земя Ван Димен (дн. Тасмания) – огромна по площ претенция, която предизвиква големи вълнения по това време: холандският преводач на книгата на офицера от Първи флот Уоткин Тенч, „Описание на експедицията до Ботани Бей“, пише: „...отделна провинция, която, извън всякакво съмнение, е най-голямата на цялата земя. Според техните определения, тя покрива, в най-голямата си ширина от изток на запад, почти една четвърт от цялата повърхност на земното кълбо.“. Испанският мореплавател Алесандро Маласпина, който посещава Сидни през март–април 1793 г. докладва на неговото правителство, че: „Транспортирането на осъдените представлява средство, а не цел на начинанието. Разширяването на властта, търговските спекулации и откриването на мини са реалната цел.“. Французинът Франсоа Перон, по време на експедицията на Никола-Тома Боден, посещава Сидни през 1802 г. и пише до френското правителство: Как може да се допусне такова чудовищно посегателство да бъде извършено, без да се направят оплаквания в Европа, за да се протестира срещу това? Как може да се допусне Испания, която преди това е повдигнала толкова много възражения против окупацията на Малвините, сега покорно да разреши издигането на огромна империя срещу най-богатите си владения, една империя, която най-вероятно или ще ги нападне или ще ги освободи?
Колонията включва и сегашните острови на Нова Зеландия. През 1817 г., британското правителство оттегля обширните си териториални претенции над Южния Пасифик. На практика, разпорежданията на губернатора не важат на островите в южната част на Тихия океан.
Църковното мисионерско общество изпитва загриженост за зверствата, извършени срещу местното население на островите в южните морета, както и за неспособността на управата на Нов Южен Уелс да се справи с беззаконието. В резултат на това, на 27 юни 1817 г., парламентът гласува „Закон за по-ефикасни наказания за умишлени и непредумишлени убийства, извършени в рамките на места извън доминионите на Нейно Величество“, който описва Таити, Нова Зеландия и другите острови от южната част на Тихия океан, като територии извън рамките на доминионите.

#### Нов Южен Уелс
Британската колония Нов Южен Уелс е създадена през януари 1788 г., с пристигането на Първия флот, състоящ се от 11 кораба, под командването на капитан Артър Филип. В корабите има над хиляда заселници, включително 778 затворници (192 жени и 586 мъже). Няколко дни след пристигането в Ботани Бей, флотът се премества в по-подходящото пристанище Порт Джаксън, където, на 26 януари 1788 г., в Сидни Коув е създадено първото селище. Тази дата по-късно става национален празник на съвременната държава, Денят на Австралия. Колонията е официално обявена от губернатора Филип на 7 февруари 1788 г. в Сидни.
Заливът на Сидни предлага запаси от прясна вода и сигурно пристанище, което Филип много добре описва като:

| “ | „...несъмнено най-доброто пристанище на света... Тук хиляда линейни кораба могат да пуснат котва в абсолютна сигурност.“. | ” |

Губернаторът Филип е натоварен с абсолютни правомощия, по отношение на жителите на колонията. Филип, който е просветен за времето си, има намерение да установи хармонични отношения с местните аборигени и да промени и превъзпита осъдените, изпратени в колонията. Губернаторът, както и някои от служителите му, най-вече Уоткин Тенч, оставят след себе си дневици и отчети, които описват огромните трудности в първите години на заселването.
Често офицерите на Филип изпитват отчаяние за бъдещето на Нов Южен Уелс. Първите земеделски опити са отчайващи, а доставките отвъд морето са малко и редки. Между 1788 и 1792 г. около 3546 мъже и 766 жени затворници са изпратени в Сидни – много „професионални престъпници“, които обаче почти нямат умения, необходими при създаването на колония. Също така, много от новопристигналите са болни или негодни за работа, а условията за здравите затворници се влошават допълнително от тежкия труд и лошата храна в селището. Ситуацията с прехраната достига критична точка през 1790 г. – Втория флот, който най-накрая пристига през юни 1790 г., е загубил една четвърт от своите „пътници“ поради болести, а състоянието на осъдените, докарани от Третия флот, ужасява Филип. От 1791 г. обаче, по-редовното пристигане на корабите и началото на търговията намалява чувството на изолация и увеличава запасите.
Филип изпраща изследователски мисии в търсене на по-плодородни земи и насочва вниманието си към района на Парамата, като перспективна област за разширяване на колонията. От края на 1788 г., той премества много от осъдените за създаването на малък град, който се превръща в основен център на икономическия живот на колонията, оставяйки Сидни Коув само като важно пристанище и център на обществения живот. Лошото оборудване и непознатите почви и климат продължават да създават пречки за увеличаването на обработваемите площи от Фарм Коув до Парамата и Тунгаби, но строителната програма, извършвана с труда на осъдените, постоянно напредва. Между 1788 и 1792 г., затворниците и техните тъмничари съставят по-голямата част от населението, но след това броят на освободените затворници, на които може да се предостави земя, започва да расте и тези хора проправят пътя на неправителствената частна икономика. По-късно към тях се присъединяват войници, чиято военна служба е изтекла, и накрая – свободни колонисти, които започват да пристигат от Великобритания. Губернаторът Филип отплава от колонията за Англия на 11 декември 1792 г., оставяйки зад себе си ново селище, оцеляло след близо четири години глад и почти пълна изолация.